# The Vanishing of Ethan Carter
The Vanishing of Ethan Carter — компьютерная игра в жанре квеста, разработанная польской студией The Astronauts. Главный герой The Vanishing of Ethan Carter — частный детектив Пол Просперо, который отправляется на поиски исчезнувшего мальчика по имени Итан Картер. Расследование приводит его в тихий город «Долина Красного Ручья», штат Висконсин, где творится что-то странное. В игре открытый мир, по которому можно путешествовать (с некоторыми искусственными ограничениями).

## Геймплей
При исследовании игрового мира персонаж находит различные предметы-улики, связанные с произошедшими в этом месте событиями. Экстрасенсорные способности главного героя позволяют визуализировать данные события. Для этого необходимо отыскать все улики, расположенные поблизости. Обнаружив какой-либо важный предмет, игрок получает подсказку о месте, с которым этот предмет связан. Ряд предметов допускается взять с собой, чтобы применить позже, однако в игре не предусмотрено инвентаря, поэтому игроку придётся запоминать, что он взял.
Когда найдено достаточное количество улик, игрок может восстановить последовательность событий. С этой целью над каждым персонажем ему нужно расставить цифры, обозначающие хронологию действий, совершённых участниками эпизода. В награду игрок получает сюжетную сцену.
В игре The Vanishing of Ethan Carter открытый мир, который можно беспрепятственно исследовать. Игрока ненавязчиво направляют — чтобы раскрыть следующее убийство, сначала надо раскрыть предыдущее. Если игрок пропустил какой-либо сайдквест, перед финалом он увидит карту местности с обозначением всех важных мест действия.

## Сюжет
Исследователь паранормальных явлений Пол Просперо, обладающий сверхъестественными способностями, получает письмо от 12-летнего Итана Картера, исчезнувшего по неизвестным причинам. Прочитав письмо, Просперо решает отправиться в маленькую шахтерскую деревушку штата Висконсин, где жил Итан, чтобы разобраться в том, что там произошло. По прибытии он начинает расследование местных паранормальных явлений и многочисленных убийств.
В ходе расследования Просперо узнает мрачную тайну семьи Картера: Итан выпустил злого духа по имени Спящий. Дух желает проснуться и для этого пытается подчинить своей воле семью Итана. Мать мальчика и старший брат подчиняются воле Спящего и пытаются убить Итана. С помощью отца Итану удаётся бежать. Однако отец мальчика заканчивает жизнь самоубийством, чтобы не стать жертвой Спящего подобно остальным членам семьи. Вместе с дедушкой Итан пытается поджечь тайную комнату, чтобы убить Спящего. Однако дедушка мальчика больше не может сопротивляться духу и запирает мальчика в комнате. Итан приносит себя в жертву, сжигает дом и себя заодно. Просперо приходит слишком поздно и не успевает спасти мальчика.
В финале оказывается, что вся история про семью Итана, включая многочисленные убийства, Спящего и приезд детектива Просперо является плодом воображения мальчика, ставшего жертвой пожара, произошедшего в результате ряда трагических случайностей. Оказывается, что никто из членов семьи его не понимал, кроме отца (отсюда появилась и сюжетная линия с его самопожертвованием ради сына). А все дополнительные задания, в которых раскрывается история этой деревни (хижина ведьмы, эликсир сумасшедшего алхимика, высадка космонавтов, проклятый шахтёр и тд.) — играми, которые он придумывал в детстве. Дом и подвал не являются такими зловещими и лишены оккультных символов и мест ритуальных убийств.

## Критика
| Сводный рейтинг       | Сводный рейтинг          |
| Агрегатор             | Оценка                   |
| --------------------- | ------------------------ |
| GameRankings          | PC: 81,27 % PS4: 82,37 % |
| Metacritic            | 81/100                   |
| Иноязычные издания    |                          |
| Издание               | Оценка                   |
| Eurogamer             | 9/10                     |
| GameSpot              | 9/10                     |
| Hardcore Gamer        | 4/5                      |
| IGN                   | 8,5/10                   |
| PC Gamer (US)         | 83/100                   |
| The Escapist          | 4/5                      |
| Русскоязычные издания |                          |
| Издание               | Оценка                   |
| PlayGround.ru         | 8,8/10                   |
| Riot Pixels           | 70 %                     |

Согласно Metacritic, The Vanishing of Ethan Carter получила «в основном положительные» отзывы от критиков.
The Vanishing of Ethan Carter получила премию BAFTA в области игр 2015 года в номинации «Game Innovation».

### Продажи
The Vanishing of Ethan Carter была продана тиражом 60 000 копий за первый месяц после выпуска. По состоянию на декабрь 2017 года продажи игры составили более 1 миллиона копий.
Летом 2018 года, благодаря уязвимости в защите Steam Web API, стало известно, что точное количество пользователей сервиса Steam, которые играли в игру хотя бы один раз, составляет 379 237 человек.